# Megaselia tonyirwini
Megaselia tonyirwini är en tvåvingeart som beskrevs av Ronald Henry Lambert Disney 1988. Megaselia tonyirwini ingår i släktet Megaselia och familjen puckelflugor. Arten är reproducerande i Sverige. Inga underarter finns listade i Catalogue of Life.